# Ernesto Corradi
Ernesto Corradi (1893) è stato un pentatleta italiano.

## Biografia
Nato nel 1893, a 31 anni partecipò ai Giochi olimpici di Parigi 1924, terminando 30º nell'individuale con 127.5 punti (26º nel tiro a segno, 22º nel nuoto, 26º nella scherma, 22º nel'equitazione e 31º nella corsa).